# DLT (warenhuis)

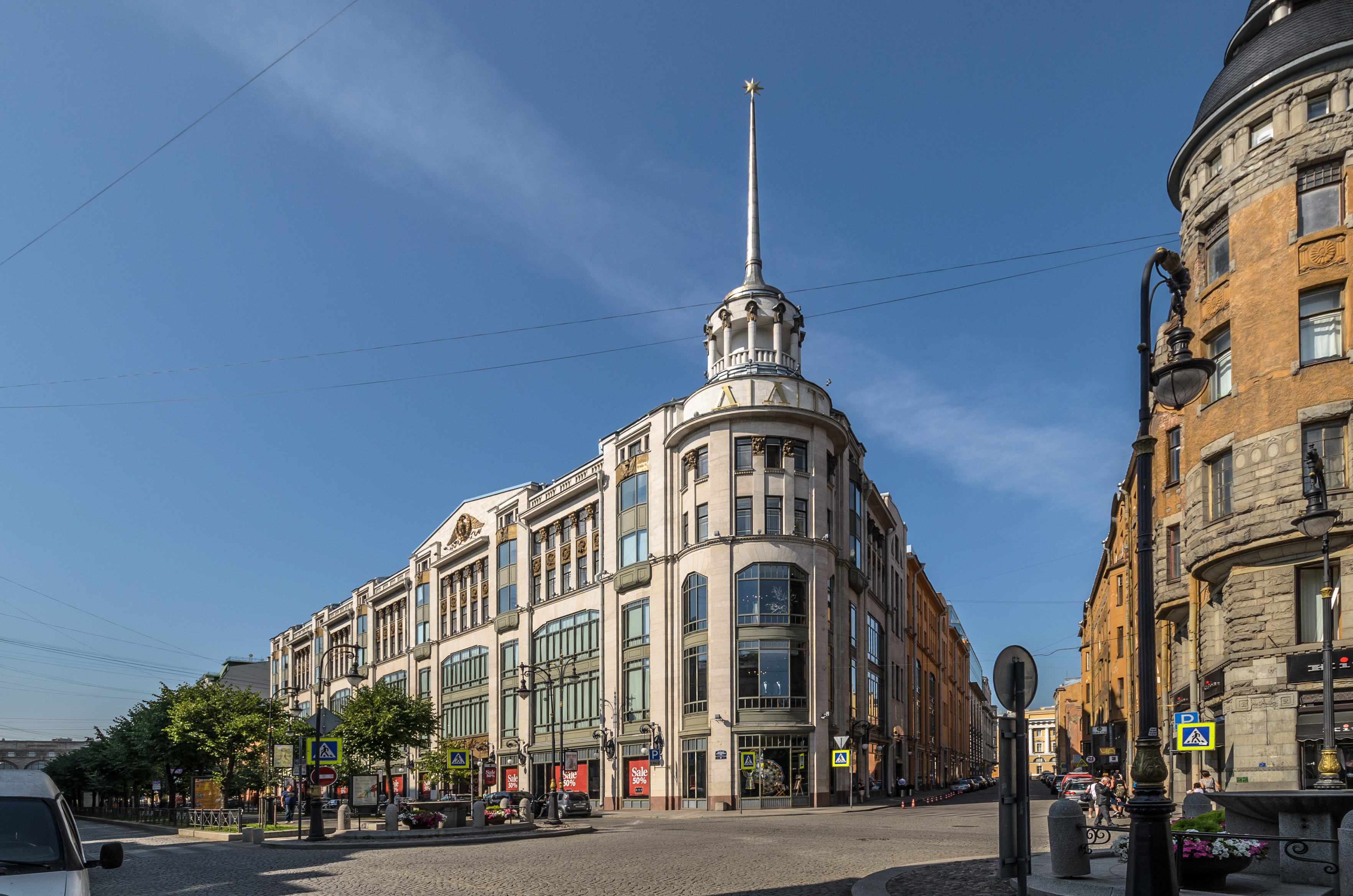
DLT in juli 2014

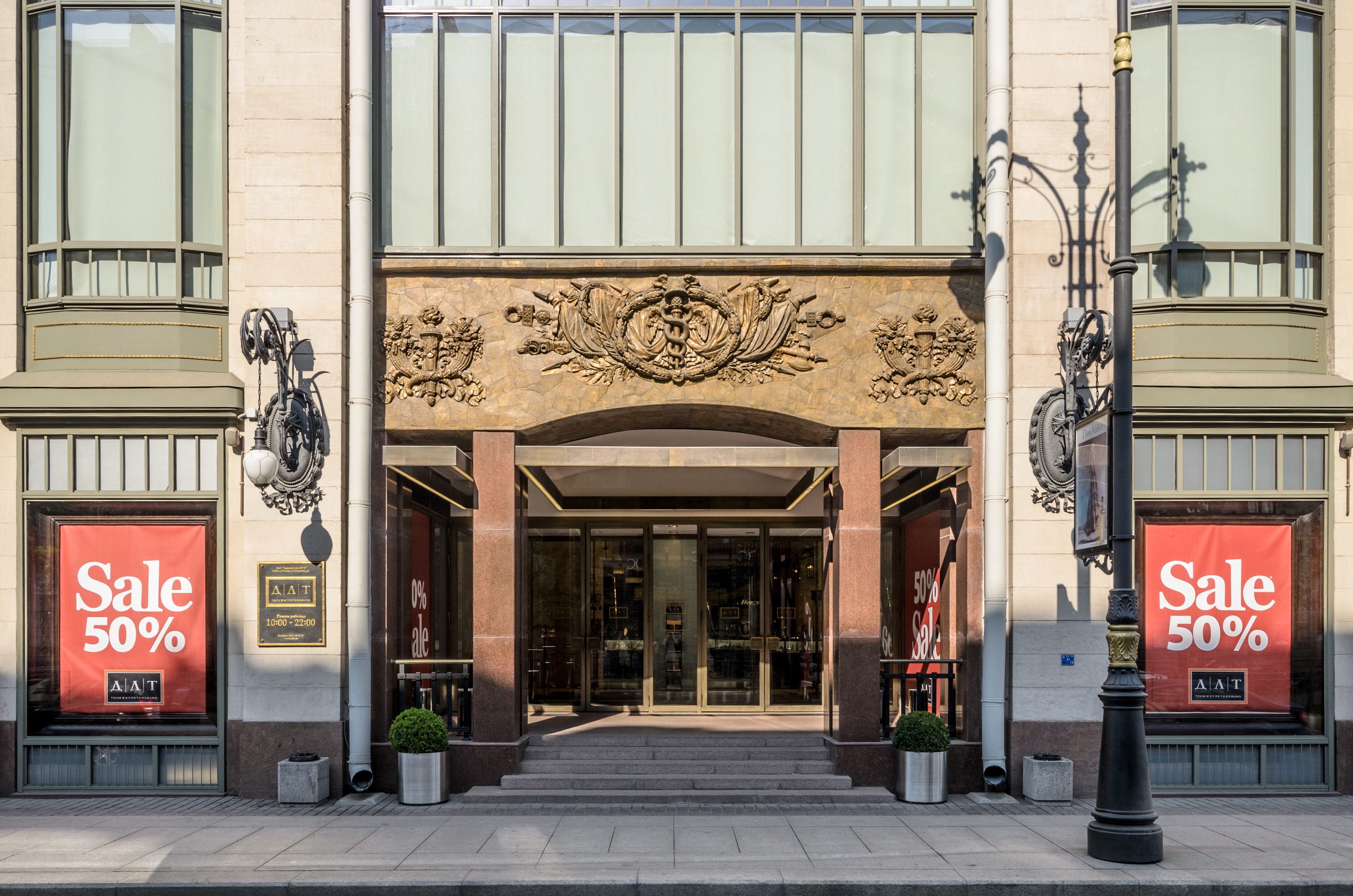
Ingang

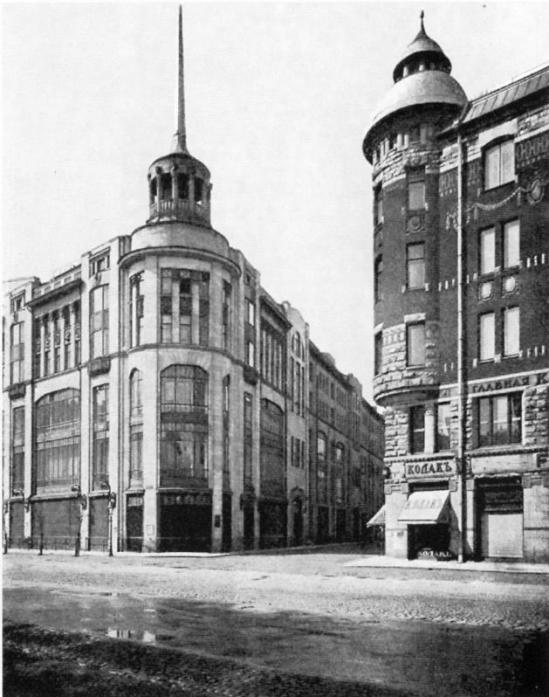
DLT in de jaren 1910

DLT (Russisch: ДЛТ: Дом ленинградской торговли; Leningrad Warenhuis) is een warenhuis in Sint-Petersburg, Rusland. Medio 2012 werd het warenhuis na een ingrijpende renovatie heropend als filiaal van de TsOeM. DLT bevindt zich op Bolshaya Konyushennaya 21 – 23 net ten noorden van Nevsky Prospekt.

## Geschiedenis
Het perceel waarop DLT staat, werd oorspronkelijk ontwikkeld in de 18e eeuw en behoorde toe aan Artemy Volynsky, een belangrijke staatsman in het tijdperk van Peter de Grote. Op huisnummer 21 stond het huis van Volynsky en op nummer 23 was een klein hotel, "Volkovskie Nomera", gehuisvest. 
Het huidige pand werd speciaal gebouwd als winkel voor de officieren van de garnizoenswacht. Destijds kregen agenten een hoog salaris en werd er van hen verwacht dat ze een uitbundige levensstijl leidden. De officierscoöperatie vond het daarom gepast dat hun winkel niet minder luxueus zou zijn dan de meest modieuze Parijse warenhuizen. Er werd een architectuurwedstrijd uitgeschreven, voorgezeten door de beroemde Oostenrijkse architect Otto Wagner, en de Duitse firma Wayss & Freytag werd geselecteerd om de bouw te leiden. De eerste fase van de winkel werd in 1908 geopend als de Дом Гвардейскаго экономическаго общества ('Huis van de garnizoenswacht unie'), maar kreeg de bijnaam Гвардейская экономка ('Wachters Discount Winkel'), vanwege de verlaagde prijzen. In 1912 – 1913 werd de tweede fase geopend.
In 1918, na de revolutie, werd de winkel omgevormd tot kantoren en het Первый государственный универсальный магазин ('Eerste Staats Warenhuis'). In 1927 werd dit opnieuw gewijzigd in Дом ленинградской кооперации ЛСПО (Ленинградского совета потребительских обществ) 'Huis van de Leningrad Coöperatiethe Leningrad Cooperation LSPO'. In de jaren dertig werd het het warenhuis "Torgsin" en in 1935 kreeg het zijn huidige naam. 
In 2005 heeft de staat de rechten op het gebouw geveild aan het bedrijf Mercury, de marktleider van de Russische retailmarkt voor de verkoop van luxegoederen. Van 2005-2012 werden renovatiewerken uitgevoerd om vervolgens te heropenen als een filiaal van TsUM. Het winkeloppervlak werd vergroot van 9.000 m² naar 18.000 m² door de toevoeging van twee extra verdiepingen. 